# Eugraphe marcida
Eugraphe marcida är en fjärilsart som beskrevs av Hugo Theodor Christoph 1893. Eugraphe marcida ingår i släktet Eugraphe och familjen nattflyn. Inga underarter finns listade i Catalogue of Life.